# Méhers
Méhers – miejscowość i gmina we Francji, w Regionie Centralnym, w departamencie Loir-et-Cher.
Według danych na rok 1990 gminę zamieszkiwały 263 osoby, a gęstość zaludnienia wynosiła 14 osób/km² (wśród 1842 gmin Centre, Méhers plasuje się na 878. miejscu pod względem liczby ludności, natomiast pod względem powierzchni na miejscu 704.).